# Адміністративний устрій Сокирянського району
Адміністративний устрій Сокирянського району — адміністративно-територіальний поділ Сокирянського району Чернівецької області на 1 міську та 21 сільську раду, які об'єднують 29 населених пунктів та підпорядковані Сокирянській районній раді. Адміністративний центр — місто Сокиряни.

## Список громадСокирянського району
- Вашковецька сільська громада
- Новодністровська міська громада
- Сокирянська міська громада

## Список радСокирянського району
| №  | Назва                       | Центр         | Населені пункти                      | Площа км² | Місце за площею | Населення (2001), чол. | Місце за населенням |
| -- | --------------------------- | ------------- | ------------------------------------ | --------- | --------------- | ---------------------- | ------------------- |
| 1  | Білоусівська сільська рада  | c. Білоусівка | c. Білоусівка                        |           |                 |                        |                     |
| 2  | Братанівська сільська рада  | c. Братанівка | c. Братанівка                        |           |                 |                        |                     |
| 3  | Василівська сільська рада   | c. Василівка  | c. Василівка c. Розкопинці           |           |                 |                        |                     |
| 4  | Вітрянська сільська рада    | c. Вітрянка   | c. Вітрянка                          |           |                 |                        |                     |
| 5  | Волошківська сільська рада  | c. Волошкове  | c. Волошкове                         |           |                 |                        |                     |
| 6  | Гвіздовецька сільська рада  | c. Гвіздівці  | c. Гвіздівці                         |           |                 |                        |                     |
| 7  | Грубнянська сільська рада   | c. Грубна     | c. Грубна                            |           |                 |                        |                     |
| 8  | Корманська сільська рада    | c. Кормань    | c. Кормань                           |           |                 |                        |                     |
| 9  | Кулішівська сільська рада   | c. Кулішівка  | c. Кулішівка                         |           |                 |                        |                     |
| 10 | Лопатівська сільська рада   | c. Лопатів    | c. Лопатів c. Покровка               |           |                 |                        |                     |
| 11 | Михалківська сільська рада  | c. Михалкове  | c. Михалкове c. Галиця c. Непоротове |           |                 |                        |                     |
| 12 | Ожівська сільська рада      | c. Ожеве      | c. Ожеве                             |           |                 |                        |                     |
| 13 | Олексіївська сільська рада  | c. Олексіївка | c. Олексіївка c. Новоолексіївка      |           |                 |                        |                     |
| 14 | Романковецька сільська рада | c. Романківці | c. Романківці                        |           |                 |                        |                     |
| 15 | Селищанська сільська рада   | c. Селище     | c. Селище                            |           |                 |                        |                     |
| 16 | Сербичанська сільська рада  | c. Сербичани  | c. Сербичани                         |           |                 |                        |                     |
| 17 | Шебутинецька сільська рада  | c. Шебутинці  | c. Шебутинці                         |           |                 |                        |                     |

* Примітки: м. — місто, с-ще — селище, смт — селище міського типу, с. — село